# Tunel de Santa María de Jesús
El túnel de Santa María de Jesús es un túnel vehicular localizado en el municipio de Zunil, en el departamento de Quetzaltenango, en el país centroamericano de Guatemala. Se ubica específicamente en el kilómetro 280 de la ruta entre los departamentos de Quetzaltenango y Retalhuleu, que inicialmente fue usado como un túnel ferroviario y que por su importancia ha sido declarado patrimonio histórico del municipio.

## Historia
Fue edificado entre 1925 y 1927, para que funcionara por allí el llamado «Ferrocarril de Los Altos», que operó en la zona de 1930 a 1933, y solo tenía un carril. Fue construido por presos comunes.
Posteriormente, durante el gobierno del general Ubico, el ferrocarril sufrió fuertes daños por una tormenta y fue abandonado, por lo que más adelante se decidió usar el túnel para el paso de vehículos, para lo cual se amplió a dos carriles en 1950.

## Datos relevantes
- Longitud: 227 m
- Ancho: 10 m
- Alto: 6 m
- Vías de paso: Doble vía
- Sobrecarga diaria 1,725 Vehículos
- Sobrecarga máxima: 3,112 Vehículos diarios
- Inicio de la construcción: 1925
- Finalización de la obra 1950 (inauguración)
- Volumen de roca excavada: 0.57 millones de t (0.5 millones de m³)
- Característica: Es el túnel más largo de Guatemala.